# Cantone di Murat-sur-Vèbre
Il Cantone di Murat-sur-Vèbre era una divisione amministrativa dell'arrondissement di Castres.
È stato soppresso a seguito della riforma complessiva dei cantoni del 2014, che è entrata in vigore con le elezioni dipartimentali del 2015.
Comprendeva i comuni di:
- Barre
- Moulin-Mage
- Murat-sur-Vèbre
- Nages